# Pedro de Azevedo Coutinho
Pedro de Azevedo Coutinho (Faro, 17 de agosto de 1865 — Lisboa, 30 de janeiro de 1942) foi um oficial general da Armada Portuguesa que, entre outras funções de relevo, foi presidente do Supremo Tribunal Militar, chefe do Estado Maior Naval e governador de Macau.

## Biografia
Nasceu em Faro, filho do juiz de Direito, depois desembargador da Relação de Lisboa, Luis da Costa de Azevedo Coutinho e de Maria Jacinta de Azevedo Coutinho da Gama Lobo Pinto Guedes. Seguiu a carreira de oficial da Armada, que terminou no posto de vice-almirante.
Pedro de Azevedo Coutinho foi governador de Macau de 6 de abril de 1907 a 17 de agosto de 1908. Teve que lidar, de novo, com a questão dos limites territoriais de Macau. Naquele período a China ocupou posições na Lapa, na Montanha e em Casa Branca. Foi substituído por José Augusto Alves Roçadas.
Foi condecorado com a grã-cruz da Ordem de Avis, a grã-cruz da Ordem da Torre e Espada e com o grau de grande oficial da Ordem do Império Colonial.